# Кожевников Інокентій Серафимович
Кожевников Інокентій Серафимович (1879—1931)  — народний комісар пошт і телеграфів Донецько-Криворізької Радянської Республіки.

## Біографія

### Ранні роки
Народився в с. Бочкарьова, нині Киренського р-ну Іркутської області в селянській родині.

### Харків
Трудову біографію розпочинав робочим, але знаходив можливість вчитися — закінчив екстерном гімназію і пізніше навчався в Харківському комерційному інституті. В 1915-17 рр. служив механіком на Харківському телеграфі. Жовтневий переворот 1917 р. Кожевников прийняв захоплено і незабаром був призначений комісаром Харківського поштово-телеграфного округу.

### Нарком почт телеграфів ДКР
Лютого 1918 р. він — надзвичайний комісар 5 південних поштово-телеграфних округів. З травня по вересень цього ж року Кожевников — надзвичайний комісар зі зв'язку всіх фронтів.

### РРФР
У вересні 1918 р. Інокентій Серафимович був направлений уповноваженим ВЦВК з організації партизанської боротьби в Татарії і Башкирії. У серпні 1918 р. РВС вирішив направити в тил білогвардійських військ на східному фронті експедиційний партизанський загін Всеросійського центрального виконавчого комітету. Посвідченням № 19375, датованим вереснем 1918 року та підписаним головою ВЦВК Яковом Свердловим, організація та ведення партизанської війни в тилу чехословаків з безпосереднім підпорядкуванням Реввійськраду республіки були доручені уповноваженому ВЦВКа Інокентію Кожевникову. Військова частина плану партизанської експедиції була розглянута і схвалена головою Реввійськради республіки Львом Троцьким і Головкомом Східного фронту Іоакимом Вацетісом. Загін Кожевникова, сформований в основному з посланців Курського, Нижньогородського і Астраханського поштово-телеграфних округів, чисельністю 500 бійців повинен був регулярними ударами по тилах білих допомагати Червоної Армії, що наступає з фронту. «Кожевниківці» вийшли з Москви 30 вересня і 6 жовтня 1918 прибули до Човнів. Тут, залишивши необхідний гарнізон, загін виступив в похід по тилах білогвардійців. У листопаді 1918 р. чисельність загону досягла 12 тис. осіб, і розпорядженням командування експедиційний загін ВЦВКа став іменуватися «Партизанська Червона Армія». Загін був реорганізований в 9 самостійних загонів і 2 артилерійських дивізіону, при цьому 7 партизанських загонів діяли в межах Татарстану. На початку грудня 1918 з Москви надійшов наказ про передислокацію партизанської армії ВЦВКа через залізничну станцію Бугульма на Південний фронт та зосередженні її в районі Нового Оскола Курської губернії. 6 грудня 1918 в Курськ прибув перший ешелон бійців-партизанів. У січні 1919 р. в загонах Кожевникова налічувалося більше 30 тис. Осіб, які брали участь в боях за м. Куп'янськ, м. Старобільськ та м. Луганськ. Незабаром на базі цих бойових сил була сформована 13-а армія під командуванням Кожевникова: основну масу особового складу армії становили уродженці Татарстану. Член Реввійськради Південного фронту Йосип Ходоровський (1885—1938) 5 лютого 1919 в телеграмі Свердлову повідомляв: «В армії Кожевникова є понад 10 тисяч мусульман». З грудня 1918 Кожевников — командувач групою військ Курського, а з лютого 1919 — Донецького напрямків. Навесні 1919 р. (з 5 березня по 9 травня) він командував 13-ю армією, створеною на базі військ Донецької групи. У 1920 р. Кожевников служив на Волзько-Каспійській флотилії, був комісаром загону.

### Далекосхідна республіка
В 1921-му біографія його кардинально змінюється: він — товариш міністра закордонних справ Далекосхідної республіки. У травні 1921 р. Кожевникова спрямований емісаром в Приморський край для організації партизанського руху.

### Бухара
В 1922-23гг. Кожевников — повноважний дипломатичний представник в Бухарської народної республіці та Литві, а в період з 1924 по 1926 рр. працював в Наркоматі пошт і телеграфів.

### Арешт
Блискуча для свого часу кар'єра Кожевникова закінчиться 21 січні 1926 р., коли він був заарештований органами ОГПУ і відправлений на Соловки. В 1929-30 рр. «Соловецьким кримінологічні Кабінетом» була організована «Колонія для малолітніх злочинців» (для дітей 12-16 років), яких в Соловках було кілька сотень, незважаючи на те, що за законами того часу ще не можна було дітей до 16-річного віку карати концтабором. (Пізніше, в 1935 році, в процесі боротьби з безпритульністю було видано закон, за яким навіть 12-річні діти могли каратися розстрілом). Ця «Детколонія», носила офіційну назву «Виправно-трудова колонія для правопорушників молодших віків від 25 років». Начальником «колонії» був ув'язнений Кожевников. У 1931 р Кожевников втік з табору, приславши начальству ІСО (інформаційно-слідчого відділу) великий пакет, в якому знаходився «Маніфест Імператора Інокентія I». Незабаром Кожевников був спійманий, жорстоко побитий (він вчинив опір), а потім оглянутий комісією лікарів-психіатрів, причому кожен з лікарів оглядав і давав висновку окремо. Професор д-р М. А. Жижиленко (таємний єпископ катакомбної церкви) і Солоневич, Іван Лук'янович дали однакові висновки про те, що Кожевников душевно хворий параноїк, але третій експерт, лікар Шалаєвський, запідозрив симуляцію. Тоді з Кемі був викликаний на експертизу відомий психіатр професор д-р В. Н. Фінне, що підтвердив душевне захворювання Кожевникова. Після цього Кожевников був відвезений до Москви і 15 квітня 1931 (дата приблизна) — розстріляний.